# Стоун (округ, Міссурі)
ŻШаблон:StateAbbr_ 36°44′ пн. ш. 93°28′ зх. д. / 36.74° пн. ш. 93.47° зх. д.
Округ  Стоун (англ. Stone County) — округ (графство) у штаті Міссурі, США. Ідентифікатор округу 29209.

## Історія
Округ утворений 1851 року.

## Демографія
За даними перепису 
2000 року 
загальне населення округу становило 28658 осіб, усе сільське.
Серед мешканців округу чоловіків було 14052, а жінок — 14606. В окрузі було 11822 домогосподарства, 8843 родин, які мешкали в 16241 будинках.
Середній розмір родини становив 2,76.
Віковий розподіл населення поданий у таблиці:
| Стать    | До 15 років | 15-21 | 22-29 | 30-39 | 40-49 | 50-65 | 65-85 | Понад 85 |
| -------- | ----------- | ----- | ----- | ----- | ----- | ----- | ----- | -------- |
| Чоловіки | 2615        | 1162  | 983   | 1639  | 1941  | 3162  | 2414  | 136      |
| Жінки    | 2426        | 1045  | 1039  | 1775  | 2081  | 3361  | 2547  | 332      |

## Суміжні округи
- Крістіан — північ
- Тейні — схід
- Керролл, Арканзас — південь
- Баррі — захід
- Лоуренс — північний захід

## Виноски
1. ↑  U.S. Decennial Census. United States Census Bureau. Процитовано 22 листопада 2014.
2. ↑  Historical Census Browser. University of Virginia Library. Архів оригіналу за 11 серпня 2012. Процитовано 22 листопада 2014.
3. ↑  Population of Counties by Decennial Census: 1900 to 1990. United States Census Bureau. Процитовано 22 листопада 2014.
4. ↑  Census 2000 PHC-T-4. Ranking Tables for Counties: 1990 and 2000 (PDF). United States Census Bureau. Процитовано 22 листопада 2014.
5. ↑  State & County QuickFacts. United States Census Bureau. Архів оригіналу за 7 червня 2011. Процитовано 14 вересня 2013. [Архівовано 2011-06-07 у Wayback Machine.](англ.) Наведено за англійською вікіпедією.
6. ↑  American FactFinder. Бюро перепису населення США. Архів оригіналу за 26 лютого 2012. Процитовано 31 січня 2008. [Архівовано 2008-05-21 у Wayback Machine.]

| США | Це незавершена стаття з географії США. Ви можете допомогти проєкту, виправивши або дописавши її. |